# Dave Gould
Dave Gould (* 11. März 1899 in Budapest; † 3. Juni 1969 in Los Angeles, Kalifornien) war ein ungarisch-amerikanischer Choreograf und Regisseur, der zweimal den Oscar für die beste Tanzregie gewann und weitere zweimal für den nur zwischen 1936 und 1938 vergebenen Oscar in dieser Kategorie nominiert war.

## Leben
Gould begann seine Laufbahn als Choreograf und tänzerischer Leiter in der Filmwirtschaft Hollywoods 1932 bei dem Film The Subway Symphony und arbeitete an der Erstellung von 36 Filmen mit. Mitte der 1930er Jahre gehörte er zu den wichtigsten Tanzregisseuren Hollywoods neben Busby Berkeley, Bobby Connolly, Sammy Lee oder Hermes Pan.
Bei der Oscarverleihung 1936 gewann er gleich zweimal den erstmals sowie nur bis 1938 vergebenen Oscar für die beste Tanzregie und zwar für die Tanznummer „Straw Hat“ in Folies Bergère de Paris (1935) und für die Tanzszene „I've Got a Feeling You're Fooling“ in dem Film Broadway-Melodie 1936 (1935).
1937 und 1938 war Gould dann noch zweimal für den Oscar in dieser Kategorie nominiert und zwar zuerst für die Tanznummer „Swingin' the Jinx“ in Zum Tanzen geboren (1936) sowie danach für die Tanzszene „All God's Children Got Rhythm“ in der Filmkomödie Die Marx Brothers: Ein Tag beim Rennen (1937). Mit seinen jeweils zwei Oscargewinnen und -nominierungen war Gould damit der erfolgreichste Choreograf und Tanzregisseur in dieser Kategorie.
In den 1940er begann er außerdem als Regisseur zu arbeiten und verfilmte von 1942 bis 1946 knapp dreißig Kurzfilme.

## Filmografie (Auswahl)

### Tanzregie und Choreografie
- 1932: The Subway Symphony
- 1934: Three on a Honeymoon
- 1936: Folies-Bergère de Paris
- 1937: Die Marx Brothers: Ein Tag beim Rennen
- 1939: Everything’s On Ice
- 1940: The Boys from Syracuse
- 1942: Youth On Parade
- 1944: Casanova in Burlesque
- 1949: Fireball Fun-For-All (Fernsehserie)

### Regisseur
- 1942: Rhythm Parade
- 1944: Yankee Doodle Daughters
- 1945: Here Come The Navy Bands
- 1946: Baby, Are You Kiddin’?
- 1946: Roly Poly
- 1946: Old Chisholm Trail
- 1946: All In Favor Say Aye